# 南山士雲
南山 士雲（なんざん しうん、建長6年（1254年）- 建武2年10月7日（1335年10月24日））は、鎌倉時代後期の臨済宗の僧である。

## 経歴・人物
遠江の生まれ。若くして出家し、上洛して東福寺で円爾の弟子となる。後に大休正念、無学祖元と門人を変えそれぞれの法を継いだ。後に京都に戻って、無準師範からの法衣を受け継ぐ。後に独立し、臨済宗の一派である荘厳門派を興す。
永仁5年（1297年）、筑前博多の承天寺の住職となり、徳治2年（1307年）には当時鎌倉幕府の執権であった北条貞時により、崇寿寺を建立し、以後東勝寺や円覚寺、建長寺等鎌倉五山の住職にもなった。延慶3年（1310年）、育成した東福寺の第11代住職にもなった。